# Phragmatobia assimilans
Phragmatobia assimilans är en fjärilsart som beskrevs av Walker 1855. Phragmatobia assimilans ingår i släktet Phragmatobia och familjen björnspinnare. Inga underarter finns listade i Catalogue of Life.